# 서울금천초등학교
금천초등학교는 대한민국 서울특별시 금천구 시흥동 218-1에 있는 공립 초등학교이다.

## 학교 연혁
- 1984년 4월 17일: 개교식
- 2024년 4월 17일: 개교 40주년

## 참고 자료
- 금천초등학교 - 한국교육학술정보원 학교알리미